# Sennu Laine
Sennu Laine (* in Helsinki) ist eine finnische Cellistin.
Sie studierte das Cellospiel in Helsinki an der Sibelius-Akademie und in Stockholm am Edsberg-Institut bei Frans Helmerson. 1994 gewann sie den 1. Preis des Internationalen Musikwettbewerbs der ARD in München. Sie ist seit 1992 Solo-Cellistin der Staatskapelle Berlin. Sie engagiert sich als Mentorin des Violoncello. Aufgetreten ist sie im Schleswig-Holstein Musik Festival unter der Leitung von Daniel Barenboim und Kurt Sanderling sowie in Zusammenarbeit mit Lang Lang und Kolja Blacher.